# Challengers de Paris
 (février 2019).
Si vous disposez d'ouvrages ou d'articles de référence ou si vous connaissez des sites web de qualité traitant du thème abordé ici, merci de compléter l'article en donnant les références utiles à sa vérifiabilité et en les liant à la section « Notes et références ».
Maillots
Les Challengers de Paris était un club français de football américain basé à Paris. 
Ce club fondé en 1982 disparaît en 1989.

## Palmarès
- Casque d'or
  - Vice-champion : 1985

- Casque d'argent
  - Champion : 1983

## Saison par saison
| Saison | Division | Résultat           |
| ------ | -------- | ------------------ |
| 1983   | D2       | Champion           |
| 1983   | D1       | Poules             |
| 1984   | D1       | Demi-finaliste     |
| 1985   | D1       | Finaliste          |
| 1986   | D1       | Poules             |
| 1987   | D1       | Quart de finaliste |
| 1988   | D1       | Poules             |
| 1989   | D1       | Poules             |